# Escudo de Maderuelo
El escudo de Maderuelo es el símbolo más importante de Maderuelo, municipio de la provincia de Segovia, comunidad autónoma de Castilla y León, en España. 

## Descripción
El escudo de Maderuelo se blasona de la siguiente manera:

«Escudo partido. Primero, de azur con castillo de oro, ac1arado de gules y puesto sobre ondas de plata y azur. Segundo, de gules con un menguante de plata, el jefe de 10 mismo. Bordura de oro con diecinueve torres de gules. Timbrado de la Corona Real Española.»
Boletín Oficial del Estado nº 43/1997